# Marvin Compper
Marvin Compper (* 14. Juni 1985 in Tübingen) ist ein ehemaliger deutscher Fußballspieler und heutiger -trainer.

## Leben
Compper kam als Sohn einer Deutschen und eines Franzosen aus Guadeloupe zur Welt. Aufgrund der Herkunft seines Vaters besitzt er auch die französische Staatsbürgerschaft.

## Karriere als Spieler

### Vereine
Der Verteidiger, der 1991 beim SV Bühl organisiert mit dem Fußballspielen begonnen hatte, wechselte in der Winterpause der Saison 2002/03 aus der Jugend des VfB Stuttgart zur Amateurelf von Borussia Mönchengladbach. Dort bekam er 2005 einen Profivertrag. Durch die verletzungsbedingten Ausfälle der Verteidiger Marcell Jansen und Filip Daems kam er ab Herbst 2006 regelmäßig zu Einsätzen in der Bundesliga. In der Hinrunde der Saison 2007/08, in der die Borussia in der 2. Bundesliga spielte, bestritt Compper lediglich drei Partien.
Zur Rückrunde wechselte er zur TSG 1899 Hoffenheim. Compper wurde Stammspieler und absolvierte bis zum Saisonende alle 17 Rückrundenspiele. In ihrer ersten Saison in der Bundesliga wurde die TSG Herbstmeister und beendete die Saison auf dem siebten Tabellenplatz. Die folgenden Spielzeiten beendete Compper mit Hoffenheim dreimal hintereinander auf dem elften Tabellenplatz.
Ende Januar 2013 wurde Compper aus dem Kader gestrichen und in die zweite Mannschaft versetzt. Grund hierfür waren Äußerungen Comppers, „dass er sich mit der schweren Aufgabe […] in Hoffenheim nicht identifizieren und für den Kampf um den Klassenerhalt nicht mehr motivieren“ könne.
Drei Tage nach seiner Versetzung wechselte Compper zum italienischen Erstligisten AC Florenz. Er unterschrieb einen Vertrag bis Ende Juni 2016. Am 3. März 2013 gab Compper beim 2:1-Sieg gegen Chievo Verona sein Debüt für die Fiorentina.
In der Sommerpause 2014 wechselte Compper zum damaligen deutschen Zweitligisten RB Leipzig, der seit der Saison 2016/17 in der Bundesliga spielte. Sein Vertrag in Leipzig lief ursprünglich bis 2019.
Im Januar 2018 wechselte Compper nach Schottland zu Celtic Glasgow. Kurz nach seiner Verpflichtung zog er sich im Trainingslager in Dubai eine Wadenverletzung zu und blieb zunächst ohne Einsatz. Sein Debüt für Celtic gab der Innenverteidiger im Viertelfinale des schottischen Pokals gegen den Zweitligisten Greenock Morton im März 2018, als er beim 3:0-Sieg in der Startelf stand, es blieb, unter anderem verletzungsbedingt, sein einziger Einsatz.
Zur Drittligasaison 2019/20 kehrte der Innenverteidiger nach Deutschland zurück und unterschrieb einen bis Juni 2021 gültigen Vertrag beim Absteiger MSV Duisburg. Als Stammspieler war er in der Innenverteidigung gesetzt, verpasste aber aufgrund von Verletzungen auch mehrere Spiele und spielte 25-mal für den Verein. Mit dem MSV verpasste Compper den direkten Wiederaufstieg und beendete im Anschluss an die Saison seine aktive Karriere.

### Nationalmannschaft
Marvin Compper nahm an der Juniorenweltmeisterschaft 2005 der U20-Nationalmannschaft in den Niederlanden teil und kam am 18. Juni bei der 0:1-Niederlage gegen die Auswahl Argentiniens, beim 3:2-Sieg über die Auswahl Chinas und der 1:2-Niederlage gegen die Auswahl Brasiliens zum Einsatz.
Sein einziges Länderspiel für die A-Nationalmannschaft bestritt er am 19. November 2008 in Berlin bei der 1:2-Niederlage im Freundschaftsspiel gegen England. Mit den 77 Spielminuten bis zu seiner Auswechslung war er der erste deutsche Nationalspieler der TSG Hoffenheim.

## Karriere als Trainer
Im Anschluss an sein Karriereende als Aktiver verblieb Compper bei den Zebras und wurde zur Saison 2020/21 als Assistent in den Stab von Cheftrainer Torsten Lieberknecht integriert. Nachdem Lieberknecht Anfang November 2020 freigestellt worden war, betreute Compper die Mannschaft bei der 2:1-Niederlage gegen Türkgücü München am 10. Spieltag als Interimstrainer. Unter den darauffolgenden Cheftrainern Gino Lettieri und Pavel Dotchev rückte er anschließend wieder auf die Co-Trainer-Position. Nachdem sein Vertrag beim MSV Duisburg am 30. Juni 2021 auslief, war Marvin Compper im Juni 2021 als TV-Experte für die Fußball-EM 2021 beim ZDF tätig. Ab dem 1. März 2022 war Compper Nachfolger von Markus Gisdol beim russischen Erstligisten Lokomotive Moskau, der als Konsequenz des russischen Einmarsches in die Ukraine vom Amt des Cheftrainers zurückgetreten war. Compper war bereits zuvor Spielanalyst für den russischen Club. Im Juli 2022 wurde er von Joe Zinnbauer bei Lokomotive Moskau abgelöst. Compper blieb zunächst Teil des Trainerteams, wurde jedoch im September desselben Jahres wegen "unbefriedigender Ergebnisse" entlassen.
Zur Saison 22/23 wechselte Compper in die Jugendabteilung von RB Leipzig und wurde als Co-Trainer integriert. Aktuell ist er Co-Trainer der U19 von RB Leipzig.

## Erfolge
TSG 1899 Hoffenheim
- Aufstieg in die Bundesliga: 2008

RB Leipzig
- Deutscher Vizemeister: 2017
- Aufstieg in die Bundesliga: 2016

Celtic Glasgow
- Schottischer Meister: 2018, 2019 (jeweils ohne Einsatz)
- Schottischer Pokalsieger: 2018